# Мальсагов, Мурат Эльбузович
Мурат (Мурад) Эльбузович Мальсагов — участник Первой мировой войны, всадник Ингушского конного полка «Дикой дивизии», полный кавалер Георгиевского креста, прапорщик.

## Биография
В январе 1915 года во время Карпатской операции в критический момент боя Мальсагов доставил важное сообщение командования командиру сотни и был впоследствии награждён Георгиевским крестом 4 степени.
В мае 1915 года, будучи в секрете, Мальсагов обнаружил наступление противника и сообщил об этом командованию, за что был награждён Георгиевским крестом 3 степени.
29 сентября 1915 года в ходе боя под сильным вражеским огнём Мальсагов доставлял на передовую указания командования. Его героизм в этом бою был отмечен Георгиевским крестом 2 степени.
За отличие в боях июля 1916 года Мальсагова наградили Георгиевским крестом 1 степени № 10396.
13 июня 1917 года Мурат Мальсагов был произведён в прапорщики и награждён медалью «За храбрость».